# Périgny (Calvados)
Périgny é uma comuna francesa na região administrativa da Normandia, no departamento de Calvados. Estende-se por uma área de 2,66 km². Em 2010 a comuna tinha 62 habitantes (densidade: 23,3 hab./km²).